# Tetraclipeoides henryi
Tetraclipeoides henryi är en skalbaggsart som beskrevs av Gordon 1976. Tetraclipeoides henryi ingår i släktet Tetraclipeoides och familjen Aphodiidae. Inga underarter finns listade i Catalogue of Life.